# Fogarasz

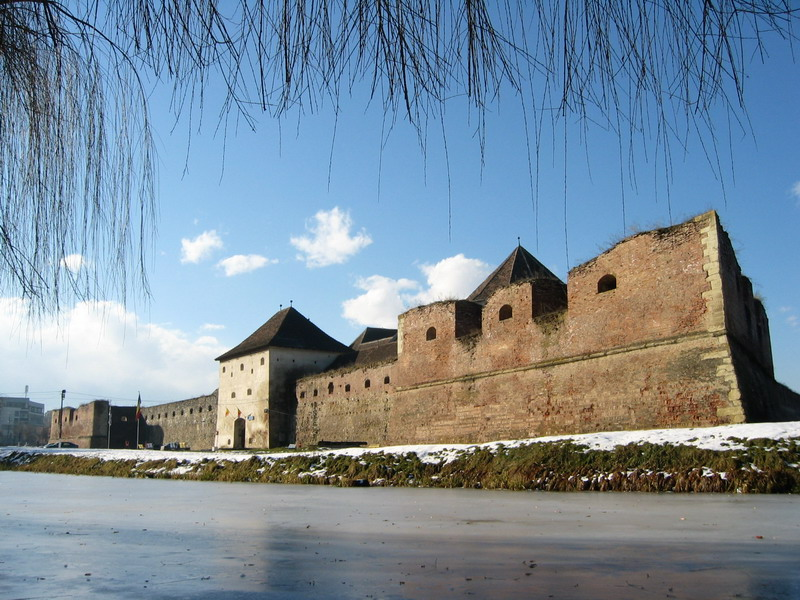
Forteca w Fogaraszu

Fogarasz (rum. Făgăraș, węg. Fogaras, niem. Fugreschmarkt) – miasto w środkowej Rumunii, w okręgu Braszów, nad rzeką Alutą u podnóża północnych stoków Gór Fogaraskich. Około 40,1 tys. mieszkańców.

## Historia
Głównym zabytkiem miasta i pamiątką okresu jego największego rozwoju jest forteca, która zachowała się po dziś dzień w dobrym stanie. Wybudowana około 1310 roku, została znacząco przebudowana na początku XVII wieku przez księcia Gabriela Bethlena. Podczas tej przebudowy nadano jej renesansowy charakter, a umocnienia uchodziły obok twierdzy w Devie za jedne z najlepszych w całej Rumunii. Zamku używano jako budowli obronnej i koszar aż do XX wieku. Po 17 września 1939 służył jako więzienie dla polskich żołnierzy internowanych w Rumunii. Za czasów komunizmu mieściło się w nim ciężkie więzienie. Obecnie jest tu muzeum oraz biblioteka.

## Współpraca
Miejscowość partnerska:
- Schoten, Belgia